# بيت الفرارى (ذي السفال)

تعديل مصدري - تعديل

بيت الفرارى محلة تابعة لقرية المنبل، التابعة لعزلة الدخال بمديرية ذي السفال إحدى مديريات محافظة إب في الجمهورية اليمنية، بلغ تعداد سكانها 27 حسب تعداد اليمن لعام 2004.